# Plamenka
Plamenka (Phlox) je rod rostlin z čeledi jirnicovitých, který je tvořen 70 druhy. Rostliny pocházejí především ze Severní Ameriky a několik druhů je široce rozšířeno, jako okrasné květiny se pěstují téměř po celém světě. V české přírodě trvale žádný druh neroste, jen občas se v ní objevují druhy uniklé ze zahrad, nechovají se však invazně.

## Ekologie
Jednotlivé druhy pocházejí z rozdílných přírodních podmínek, kterým přizpůsobily svůj růst. Vytrvalé druhy původem ze suchých, kamenitých svahů a pobřežních písčin jsou obvykle nízké, kobercovité a kvetou na jaře a počátkem léta, kdežto jednoletky ze stejných půdních podmínek kvetou od konce jara do podzimu. Druhy z vlhkých míst v okolí řek jsou vyšší a jejich květy vytvářejí velké chocholíky květů, vykvétají v polovině léta a jsou vhodné i k řezu. Lesní druhy mají většinou široký, poléhavý vzrůst a rozkvétají začátkem léta.

## Popis
Plamenky jsou bylinné až keřovité letničky nebo trvalky, jsou opadavé, nebo stálezelené. Nejčastěji vyrůstají vzpřímeně a lodyhy mají jednoduché či rozkladitě větvené, někdy vytvářejí trsy a řídce jsou i poléhavé. Listy mají obvykle vstřícné, krátce řapíkaté až přisedlé, vejčité až kopinaté a po obvodě celokrajné.
Oboupohlavné květy příjemně voní a jsou většinou nápadně zbarvené, bývají svítivě červené, růžové, purpurové, modré, krémové či bílé. Mohou vytvářet květenství terminální laty či vrcholíky, někdy však vyrůstají z paždí listů jednotlivě. Jsou pětičetné a jejich vytrvalý kalich je zvonkovitý, nebo trubkovitý. Řepicovitá až nálevkovitá koruna mívá úzkou trubku náhle rozevřenou do pěti plochých, vejčitých korunních plátků. Z koruny vystupuje pět krátkých tyčinek, ze tří plodolistů sestavený třídílný semeník má tenkou čnělku s tříramennou bliznou. Květy jsou opylovány hmyzem slétajícím se za nektarem.
Plody jsou trojpouzdré, pukavé tobolky podlouhlého až vejčitého tvaru obsahující mírně oválná semena.

## Rozmnožování
Rostliny se mohou rozmnožovat semeny nebo vegetativně. Při množení semeny se u potomků uchovávají znaky nejen rodičů, ale i vzdálených předků, používá se proto pouze u jednoletých druhů.
Vegetativně se mohou množit dělením trsů, řízkováním stonků, kořenovými řízky nebo osovými pupeny s listem. Rozdělování trsů se provádí brzy na jaře, kořenovými řízky se množí na podzim, listovými řízky s očkem se rozmnožují v létě a stonkové řízky se řežou a sází v květnu. Poslední možnosti je množení in vitro, které se provádí jen ve specializovaných provozovnách.

## Použití
Plamenky se pěstují především pro výrazné květy rozličných barev, nenáročnost na péči a odolnost proti živočišných škůdcům a chorobám. Nevyžadují odbornou starostlivost a jsou vhodné téměř do každé okrasné zahrady a mnohde zcela zdomácněly. Vytrvalé druhy opětovně vyrůstají bez zvláštních nároků na půdu, ke zdárnému kvetení jim postačí občasné přihnojení. Doporučuje se asi po pěti létech trsy rozdělit a přesadit do čerstvé zeminy. Existují velká množství variet jednotlivých druhů, některé po odřezání odkvetlých částí vykvetou téhož roku ještě jednou.

## Taxonomie
Mezi nejpěstovanější druhy plamenek patří:
- plamenka Drummondova (Phlox drummondii Hook)
- plamenka karolínská (Phlox carolina L.)
- plamenka latnatá (Phlox paniculata L.)
- plamenka sněžná (Phlox nivalis Lodd. ex Sweet)
- plamenka šídlovitá (Phlox subulata L.).[8]

## Galerie

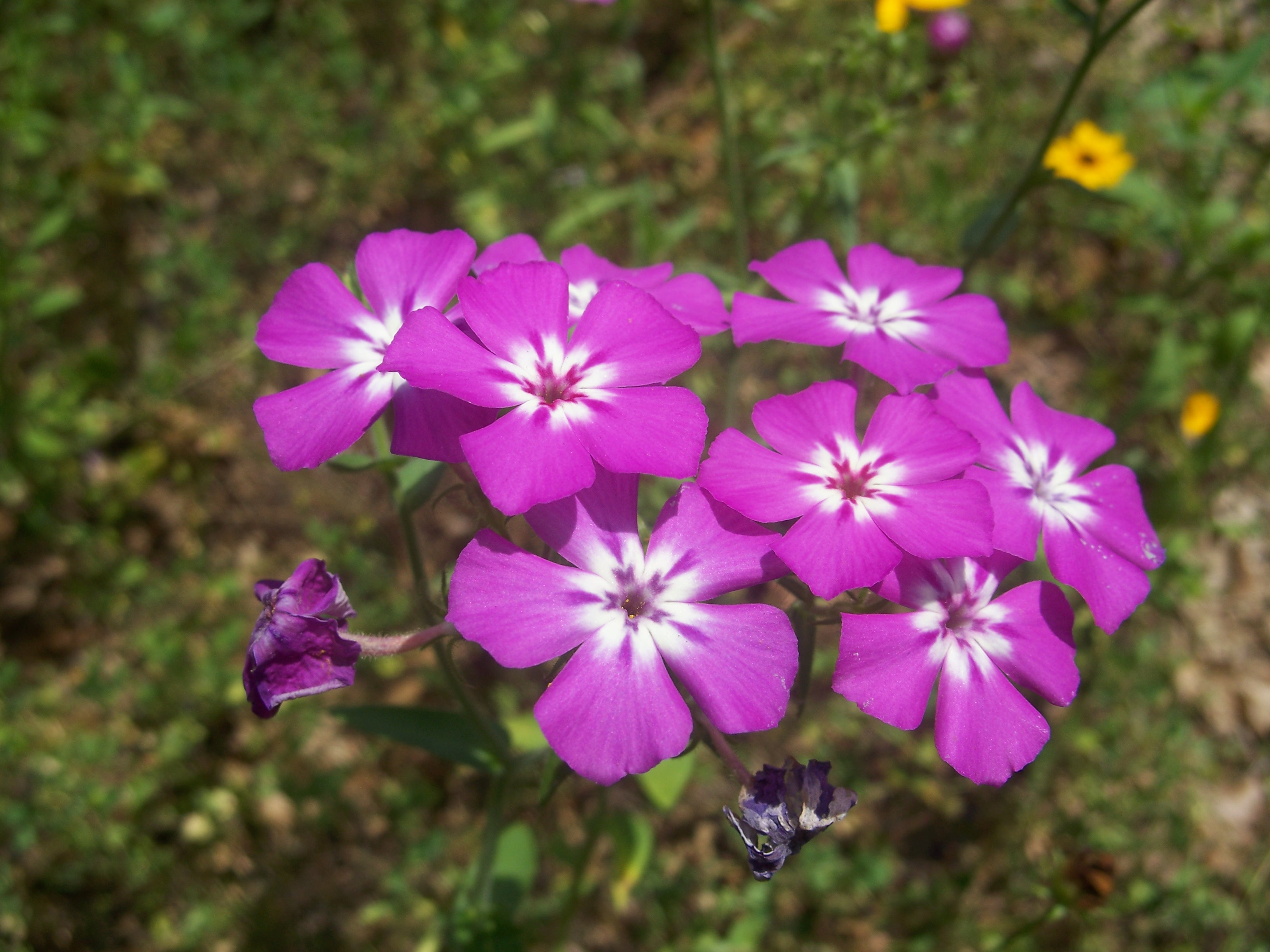
Plamenka Drummondova
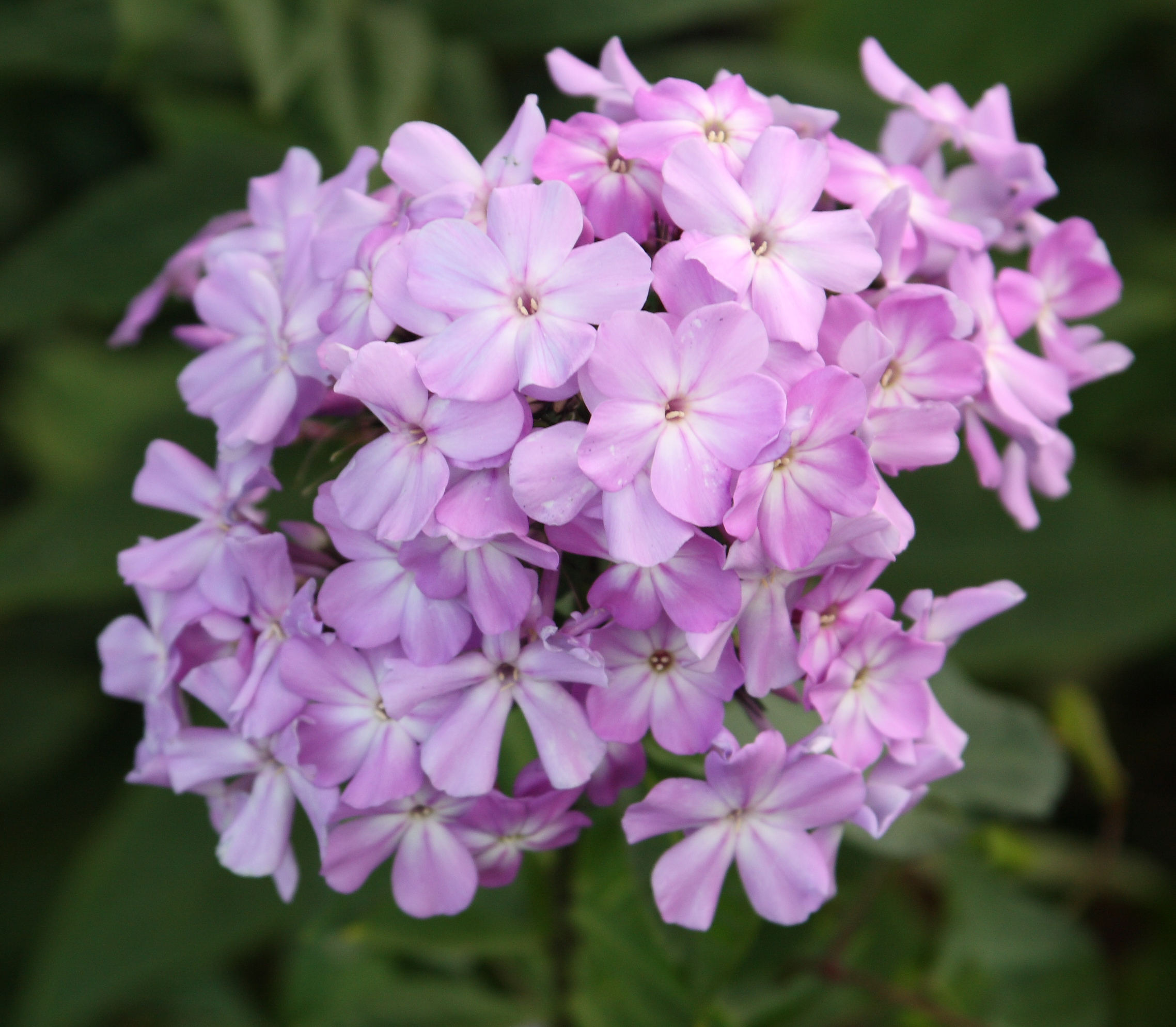
Plamenka latnatá
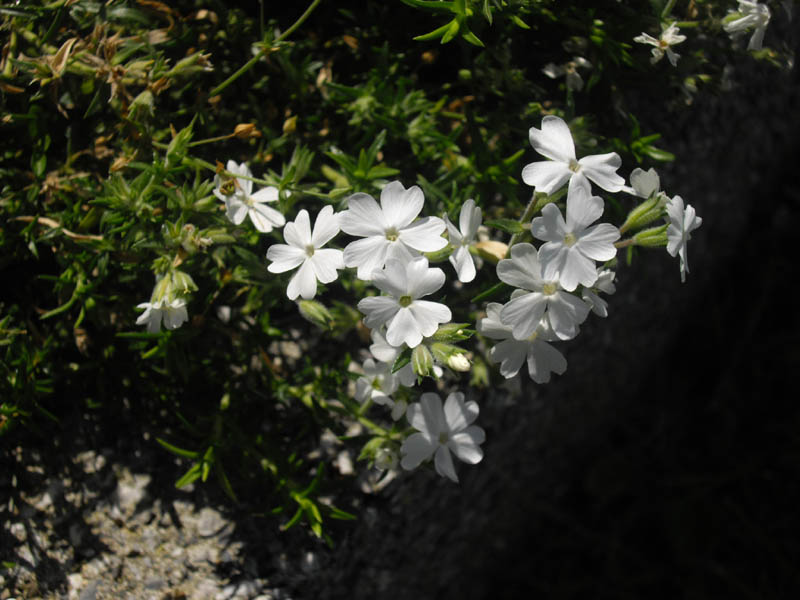
Plamenka sněžná
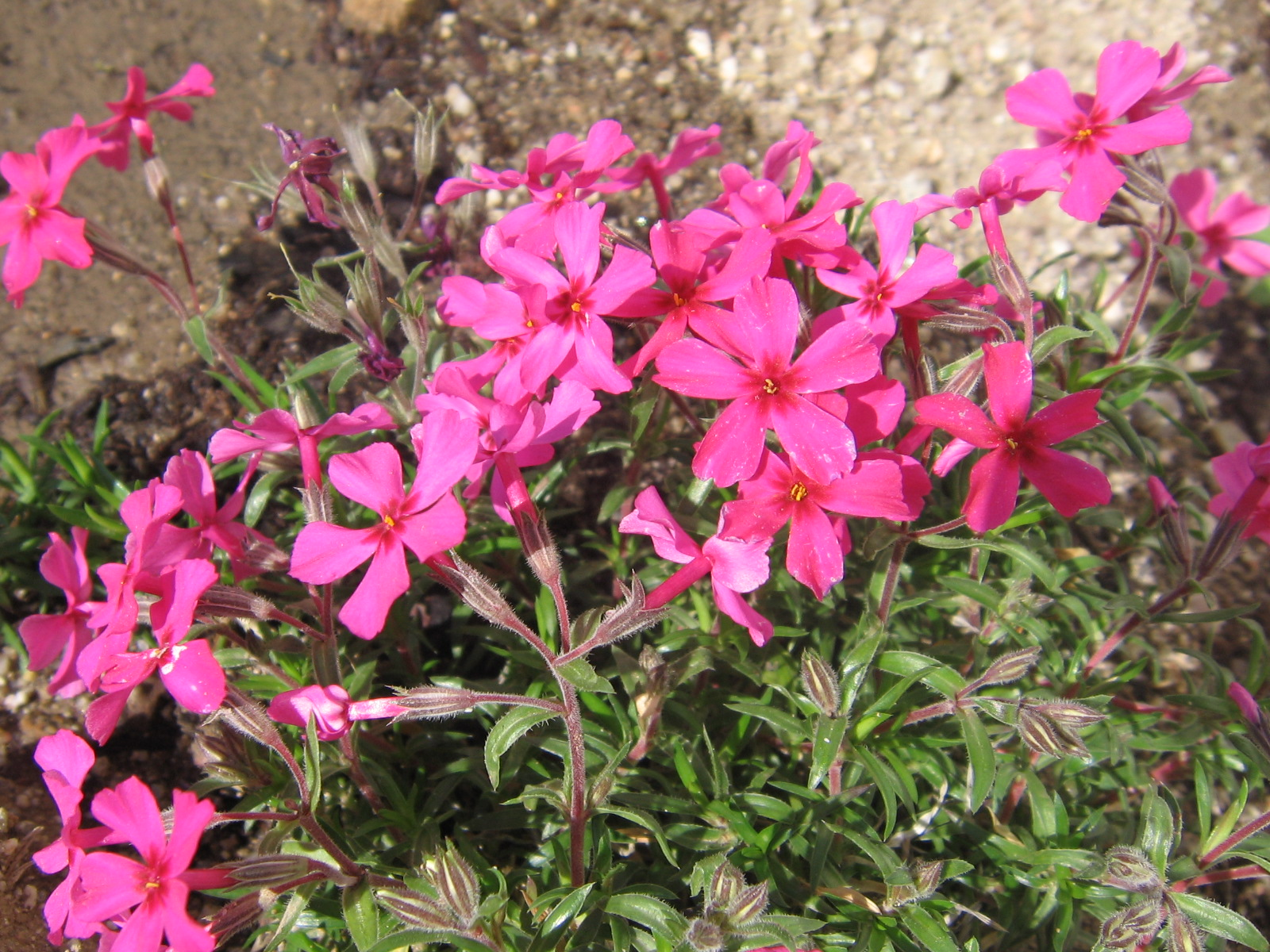
Plamenka šídlovitá